# R3hab
Fadil El Ghoul (Breda, 2 de abril de 1986), mais conhecido pelo seu nome artístico R3HAB,  é um DJ e produtor musical neerlandês de origem marroquina. Juntamente com Afrojack e Chuckie,  R3HAB é um dos que propuseram a criação da moderna "dutch house", embora o seu som na época era um pouco mais complexo, algo relacionado à composições no estilo do trance psicodélico. Durante o WMC 2012 em Miami, EUA, R3HAB ganhou o Prêmio de Artista Revelação de 2012.

## Biografia
R3HAB começou sua carreira no final de 2007, produzindo a faixa 'Mrkrstft' com Hardwell. Uma de suas principais influências é a dupla Infected Mushroom, cuja música na cena internacional é conhecida desde 1999.
R3HAB remixou para artistas como Taylor Swift, Rihanna, Lady Gaga,  Madonna, LMFAO, Jennifer Lopez, Ciara, Calvin Harris, Kaskade, Far East Movement, Pitbull, David Guetta, Dada Life, Havana Brown, Rita Ora e Katy Perry.
Seus lançamentos mais notáveis são "Pump The Party" produzido em conjunto com Ferruccio Salvo, "The Bottle Song", lançado na Wall e "Prutataaa", que foi a primeira colaboração de R3HAB com Afrojack.
R3HAB foi lançado ao mundo da música pelo DJ e produtor musical internacionalmente conhecido, Afrojack, a sua marca na Wall fez ele ser citado pela gravadora como "um de seus maiores talentos".
Em 2012, R3HAB começou seu próprio programa de rádio semanal na SiriusXM, intitulado de "I NEED R3HAB".
R3HAB tocou em clubes de todo o mundo, em países como o EUA, Espanha, Bélgica, Grécia, Suíça, Alemanha, Indonésia, França, Austrália, Inglaterra e no Caribe; sendo Pacha um de seus clubes favoritos.
2016-17:
Em 2016 R3HAB convida Ciara  para participar da faixa intitulada " Get Up " lançado em 29 de janeiro de 2016 aonde o mesmo também participou em um dos remixes da cantora na faixa ''I Bet''.

## Discografia

### Álbuns de estúdio
| Título                                                                                        | Detalhe do álbum                                                                               | Posições em paradas músicais |
| Título                                                                                        | Detalhe do álbum                                                                               | HOL                          |
| --------------------------------------------------------------------------------------------- | ---------------------------------------------------------------------------------------------- | ---------------------------- |
| Trouble                                                                                       | - Lançamento: 15 de setembro de 2017 - Gravadora: R3HAB MUSIC - Formatos: CD, digital download | 127                          |
| The Wave                                                                                      | - Lançamento: 24 de agosto de 2018 - Gravadora: CYB3RPVNK - Formatos: CD, digital download     | 111                          |
| "—" indica que a gravação não foi incluída nas paradas ou não foi distribuída naquela região. |                                                                                                |                              |

### Como artista principal
| Título                                                                                        | Ano  | Posições em paradas músicais | Posições em paradas músicais | Posições em paradas músicais | Posições em paradas músicais | Posições em paradas músicais | Posições em paradas músicais | Posições em paradas músicais | Posições em paradas músicais | Certificações                                                                         | Álbum             |
| Título                                                                                        | Ano  | HOL                          | AUS                          | AUT                          | BEL                          | FRA                          | ALE                          | SUE                          | SUI                          | Certificações                                                                         | Álbum             |
| --------------------------------------------------------------------------------------------- | ---- | ---------------------------- | ---------------------------- | ---------------------------- | ---------------------------- | ---------------------------- | ---------------------------- | ---------------------------- | ---------------------------- | ------------------------------------------------------------------------------------- | ----------------- |
| "Revolution" (with NERVO and Ummet Ozcan)                                                     | 2013 | —                            | —                            | —                            | 26                           | —                            | —                            | —                            | —                            |                                                                                       | Non-album singles |
| "Flashlight" (with Deorro)                                                                    | 2014 | —                            | —                            | —                            | 54                           | —                            | —                            | —                            | —                            |                                                                                       | Non-album singles |
| "Ready For the Weekend" (with NERVO featuring Ayah Marar)                                     | 2014 | —                            | —                            | —                            | 56                           | —                            | —                            | —                            | —                            |                                                                                       | Non-album singles |
| "Karate" (with KSHMR)                                                                         | 2014 | —                            | —                            | —                            | —                            | 84                           | —                            | —                            | —                            |                                                                                       | Non-album singles |
| "Freak" (with Quintino)                                                                       | 2016 | 63                           | —                            | —                            | —                            | —                            | —                            | —                            | —                            |                                                                                       | Non-album singles |
| "Lullaby" (with Mike Williams)                                                                | 2018 | —                            | —                            | —                            | —                            | —                            | —                            | 66                           | —                            |                                                                                       | The Wave          |
| "All Around the World (La La La)" (with A Touch of Class)                                     | 2019 | 18                           | —                            | 35                           | 11                           | 63                           | 29                           | 47                           | 39                           | - NVPI: platina - BEA: ouro - BPI: prata - BVMI: platina - RIAA: ouro - SNEP: platina | Non-album singles |
| "Don't Give up on Me" (with Andy Grammer)                                                     | 2019 | —                            | 49                           | —                            | —                            | —                            | —                            | —                            | —                            | - ARIA: 2× platina                                                                    | Non-album singles |
| "Flames" (with Zayn and Jungleboi)                                                            | 2019 | —                            | —                            | —                            | —                            | 124                          | —                            | —                            | —                            |                                                                                       | Non-album singles |
| "Call Me" (with Gabry Ponte and Timmy Trumpet)                                                | 2022 | 80                           | —                            | —                            | —                            | —                            | —                            | —                            | —                            |                                                                                       | Non-album singles |
| "Sway My Way" (with Amy Shark)                                                                | 2022 | —                            | 25                           | —                            | —                            | —                            | —                            | —                            | —                            |                                                                                       | Non-album singles |
| "Rock My Body" (with Inna and Sash!)                                                          | 2023 | 21                           | —                            | —                            | 29                           | 32                           | —                            | 79                           | —                            | - SNEP: ouro                                                                          | Non-album singles |
| "—" indica que a gravação não foi incluída nas paradas ou não foi distribuída naquela região. |      |                              |                              |                              |                              |                              |                              |                              |                              |                                                                                       |                   |

### Remixes
2010
- David Guetta & Chris Willis Feat. Fergie & LMFAO - "Gettin' Over You" (R3HAB Remix)
- Bob Sinclar feat. Sean Paul - "Tik Tok" (Chuckie & R3HAB Remix)

2011
- Ian Carey ft. Snoop Dogg & Bobby Anthony – "Last Night" (R3HAB Remix)
- Pitbull ft. Ne-Yo, Afrojack, Nayer - "Give Me Everything" (R3HAB Remix)
- Lady Gaga - "Judas" (R3HAB Remix)
- Dada Life - "Fight Club Is Closed" (R3HAB & Ferruccio Salvo Remix)
- Hyper Crush - "Kick Us Out" (R3HAB & DJ Frank E Remix)
- Gloria Estefan - "Wepa" (R3HAB Remix)
- Luciana - "I'm Still Hot" (R3HAB Remix)
- Porcelain Black - "This Is What Rock N Roll Looks Like" (R3HAB's Ruby Skye Remix)
- LMFAO ft. Natalia Kills - "Champagne Showers" (R3HAB Remix)
- Rye Rye ft. Robyn - "Never Will Be Mine" (R3HAB Remix)
- Calvin Harris ft. Kelis - "Bounce" (R3HAB Remix)
- Rihanna ft. Calvin Harris - "We Found Love" (R3HAB's XS Remix)
- Sander van Doorn - "Koko" (R3HAB Remix)
- Tiësto - "Maximal Crazy" (R3HAB & Swanky Tunes Remix)
- Taio Cruz - "Troublemaker" (R3HAB Remix)
- Jennifer Lopez - "Papi" (R3HAB Remix)
- Skylar Grey - "Dance Without You" (R3HAB Remix)
- David Guetta ft. Usher - "Without You" (R3HAB's XS Remix)
- Lucenzo, Qwote, Pitbull - "Danza Kuduro (Throw Your Hands Up)" (R3HAB's Dayglow Remix)
- Lady Gaga - "Marry the Night" (R3HAB Remix)
- Katy Perry - "The One That Got Away" (R3HAB Remix)
- Benny Benassi ft. Gary Go - "Close to Me" (R3HAB Remix)
- Kaskade feat. Mindy Gledhill - "Eyes" (R3HAB Remix)
- Far East Movement ft. Rye Rye - "Jello" (R3HAB Remix)
- DEV ft. Enrique Iglesias - "Naked" (R3HAB Remix)

2012
- LMFAO - "Sorry for Party Rocking" (R3HAB Remix)
- Adrian Lux ft. Lune - "Fire" (R3HAB's Bigroom Remix)
- will.i.am ft. Mick Jagger, Jennifer Lopez - "T.H.E. (The Hardest Ever)" (R3HAB vs The Eye Remix)
- Karmin - "Brokenhearted" (R3HAB's XS Remix)
- Cassie - "King Of Hearts" (R3HAB Remix)
- Labrinth - "Last Time" (R3HAB Remix)
- R3HAB vs Denis Naidanow ft. Juan Maga & Lil Jon - "Shuri Shuri" (R3HAB Remix)
- Eric Turner ft. Lupe Fiasco, Tinie Tempah - "Angels & Stars" (R3HAB Club Mix)
- David Guetta ft. Chris Brown, Lil Wayne - "I Can Only Imagine" (R3HAB Remix)
- Eva Simons - "I Don't Like You" (R3HAB Remix)
- Cosmo - "Naughty Party" (R3HAB Remix)
- Sebastian Ingrosso, Alesso ft. Ryan Tedder - "Calling (Lose My Mind)" (R3HAB & Swanky Tunes Chainsaw Madness Mix)
- Pitbull - "Back in Time" (R3HAB Remix)
- Usher - "Scream" (R3HAB Remix)
- Afrojack & Shermanology - "Can't Stop Me" (R3HAB & Dyro Remix)
- Jay Sean ft. Pitbull - "I'm All Yours" (R3HAB Remix)
- Calvin Harris ft. Example - "We'll Be Coming Back" (R3HAB EDC Vegas Remix)
- Calvin Harris ft. Example - "We'll Be Coming Back" (R3HAB EDC NYC Remix)
- Madonna - "Turn Up the Radio" (R3HAB's Surrender Remix)
- Adam Lambert - "Never Close Our Eyes" (R3HAB Oldskool Bounce Remix)
- Taryn Manning ft. Sultan + Ned Shepard - "Send Me Your Love" (R3HAB Remix)
- Far East Movement ft. Cover Drive - "Turn Up the Love" (R3HAB Remix)
- Enrique Iglesias ft. Sammy Adams - "Finally Found You" (R3HAB & ZROQ Remix)
- Meital Dohan ft. Sean Kingston - "On Ya" (R3HAB Remix)
- Pitbull ft. TJR - "Don't Stop the Party" (R3HAB & ZROQ Remix)
- Cherry Cherry Boom Boom - "One And Only" (R3HAB Remix)
- Michael Woods ft. Ester Dean - "We've Only Just Begun" (R3HAB & ZROQ Remix)
- Havana Brown ft. R3HAB - "You'll Be Mine" (R3HAB & ZROQ Remix)
- Priyanka Chopra ft. will.i.am - "In My City" (R3HAB & ZROQ Remix)
- No Doubt - "Looking Hot" (R3HAB Remix)
- Example - "Perfect Replacement" (R3HAB & Hard Rock Sofa Remix)

2013
- Pitbull ft. Ke$ha - "Timber" (R3HAB Remix)
- Diplo ft. Nicky Da B - "Express Yourself" (R3HAB & Diplo Remix)
- Rihanna - "What Now" (R3HAB Remix)
- The Wombats - "Your Body Is A Weapon" (R3HAB Remix)
- Cole Plante ft. Koko LaRoo, Myon & Shane 54 - "Lie to Me" (R3HAB Remix)
- David Guetta ft. Ne-Yo, Akon - "Play Hard" (R3HAB Remix)
- Tiësto - "Chasing Summers" (R3HAB & Quintino Remix)
- 7Lions - "Born 2 Run" (R3HAB Remix)
- NERVO - "Hold On" (R3HAB & Silvio Ecomo Remix)
- Cher - "Woman's World" (R3HAB Remix)
- Dan Black feat. Kelis - "Hearts" (Kaskade & R3HAB Remix)
- Calvin Harris ft. Ellie Goulding - "I Need Your Love" (R3HAB Remix)

2014
- Tiësto ft. Matthew Koma – "Wasted" (R3HAB Remix)
- Beyoncé – "Pretty Hurts" (R3HAB Remix)
- Rita Ora – "I Will Never Let You Down" (R3HAB Remix)
- My Crazy Girlfriend – "Crazy Stupid Love" (R3HAB Remix)
- Gareth Emery feat. Krewella– "Lights & Thunder" (R3HAB Remix)
- Calvin Harris – "Summer" (R3HAB & Ummet Ozcan Remix)
- John Legend – "You & I (Nobody in the World)" (R3HAB Remix)
- Calvin Harris ft. John Newman – "Blame" (R3HAB Club Remix)
- Calvin Harris ft. John Newman – "Blame" (R3HAB Trap Remix)

2015
- Ciara - "I Bet" (R3HAB Remix)
- Rihanna - "Bitch Better Have My Money" (R3HAB Remix)
- Calvin Harris ft. Haim - "Pray to God" (R3HAB Remix)
- Calvin Harris & Disciples - "How Deep Is Your Love" (Calvin Harris & R3HAB Remix)
- Taylor Swift - "Wildest Dreams" (R3HAB Remix)

2016
- Rihanna ft. Drake - "Work" (R3HAB Remix)
- Calvin Harris ft. Rihanna - "This Is What You Came For" (R3HAB & Henry Fong Remix)

2017
- The Chainsmokers & Coldplay - "Something Just Like This" (R3HAB Remix)